# 莫克林
莫克林，是西班牙安达卢西亚自治区格拉纳达省的一个市镇。总面积113平方公里，
2001年普查人口總數為4488人，人口密度為每平方公里40人。